# (37117) Narcisse
Pour les articles homonymes, voir Narcisse.
(37117) Narcisse, désignation internationale (37117) Narcissus, est un astéroïde centaure kronocroiseur.

## Description
(37117) Narcisse est un centaure kronocroiseur. Sa désignation provisoire était 2000 VU2. L'objet céleste fut découvert par l'astronome William Kwong Yu Yeung à l'observatoire Desert Beaver, près d'Eloy en Arizona, le 1er novembre 2000.
(37117) Narcisse est nommé d'après le chasseur Narcisse qui fut puni par les Dieux dans la mythologie grecque.

## Compléments